# مشعل الشايع
 مشعل محمد شايع احمد قنبر (3 فبراير 1973 -)، والمشهور بمشعل الشايع ، هو مذيع ومغني وممثل كويتي. بدأ العمل الفني في عام 1993. قدم العديد من البرامج سواً على قناة الراي أو على قناة فنون.

## عن حياته
بدء مشعل الشايع حياته الفنية ككورال مع كبار النجوم لمدة 13 سنة وبعدها تنسيق الاعمال للفنانة الكويتية نوال وانتقل بعدها مديرا لاعمال الفنان نبيل شعيل ثم متعهد للحفلات الغنائية ، ثم اتته الفرصة الذهبية التي انطلق من خلالها إلى عالم الشهرة والنجومية من خلال تقديمه للعديد من البرامج ، فقدم العديد من البرامج سواً على قناة الراي أو على قناة فنون.قدّم برامج ومسلسلات عديدة عبر مشواره الفني مثل مسلسل ” الحب الكبير ” مع عبدالحسين عبدالرضا، وبرنامج ” مخيم فنون ” على قناة فنون الفضائية.

## أعماله الفنية

### التمثيل
- مسلسل عائلتي.
- مسلسل الحب الكبير.
- مسلسل سوق واقف.
- مسرحية الحاسة السادسة.
- مسرحية الإنس والجن.
- مسرحية بيت المرحوم.
- مسرحية الكابوس.
- مسرحية مثلث برمودا.
- مسرحية مصاص الدماء 3.
- مسلسل الجدة لولوة.
- مسلسل اللي ماله أول.
- مسلسل أمر إخلاء
- مسلسل من الحرملك

### تقديم البرامج
- ولا كلمة.
- عطني السؤال.
- 30 سؤال.
- العكس.
- ميشو.
- مخيم فنون.
- برنامج بصراحه